# BPOS
Microsoft bood onder de naam Microsoft Business Productivity Online Suite of BPOS  speciaal voor bedrijven online diensten aan. Deze diensten maakten deel uit van Microsoft Online Services. De BPOS-diensten maakten gebruik van de infrastructuur, die Microsoft voor cloudcomputing had.
Microsoft Office 365 verving BPOS op 28 juni 2011 BPOS, maar werd zelf in 2020 door Microsoft 365 vervangen.

## Uitbesteden
In plaats van dat bedrijven hun eigen infrastructuur met de diverse Microsoftservers beheren, besteden ze die diensten uit aan Microsoft en betalen per gebruiker. Hierdoor hoeft het bedrijf niet te investeren in een eigen infrastructuur en bijbehorend beherend personeel. Ook is het voor de gebruikers makkelijk schaalbaar: als er een groep nieuwe gebruikers is worden via een online dashboard gewoon extra gebruikerslicenties aangeschaft.

### Ondersteuning
Ondersteuning werd gedaan namens Microsoft: afhankelijk van de opzet van de IT-organisatie van de klant kunnen de individuele eindgebruikers contact opnemen met Microsoft Support of dat gebeurt via de interne helpdesk. Deze laatste zal over het algemeen de eerstelijnsondersteuning verlenen: via een onlinedashboard kan de IT-afdeling een aantal instellingen van de eindgebruikers zelf instellen, toevoegen of wijzigen. Als de interne helpdesk er niet uitkomt en er ook niets te vinden is op het dashboard, kan er contact worden opgenomen met de supportafdeling van Microsoft.

## Basisdienstenpakket
Deze diensten werden in vele landen aangeboden via de Microsoft Business Productivity Online Standard Suite of BPOS. De gebruiker betaalde voor deze diensten een bedrag per (sub)dienst per gebruiker per maand. E-mailboxdiensten kostten enkele euro's of dollars per gebruiker per maand, maar complexere diensten als MS Dynamics CRM kostten aanzienlijk meer.
Het standaarddienstenpakket bestond uit: 
- Microsoft Exchange Online
- Microsoft SharePoint Online
- Microsoft Live Meeting
- Office Communications online

Aanvullend bood Microsoft de volgende hosted services aan:
- Exchange Hosted Archive
- Exchange Hosted Encryption
- Microsoft Forefront Online Protection for Exchange

### Uitbreidingen
- Microsoft Dynamics CRM Online
- Windows Intune: in Beta